# Nowy gladiator
Nowy gladiator – debiutancka powieść Walerii Marrené-Morzkowskiej, wydana w 1857 roku. Jej fragmenty opublikowała rok wcześniej „Gazeta Warszawska”.

## Fabuła
Wacław, polski malarz mieszkający w Rzymie, odczuwa brak natchnienia. Nie potrafi z tego powodu namalować postaci Ewy na obrazie. Wkrótce poznaje kuzynkę przyjaciela, Sylwię, która to staje się nie tylko jego modelką, ale i źródłem nowej inspiracji. Gdy obraz Ewy zostaje ukończony, Wacław zamierza porzucić dziewczynę. Sylwia dowiedziawszy się o jego intencjach i przyszłych zamiarach, niszczy namalowany obraz ku rozpaczy malarza.

## Recepcja
Aleksander Niewiarowski, pierwszy recenzent powieści, zwracał uwagę na manieryczne malowanie „wszystkich rysów charakteru w przydługich rozmowach i spowiadaniu się wzajemnym osób działających”, nie uważał jednak Nowego gladiatora za powieść złą.
Kolejny recenzent, którym był Antoni Jaksa-Marcinkowski, zwrócił uwagę na pewne podobieństwo tego utworu do Pod włoskim niebem Józefa Kraszewskiego; poza tym zarzucił jej stosowanie zużytych motywów, wtórność fabuły, a w konsekwencji papierowość całej powieści:

Autorka nie umiała sobie ani obmyśleć jasno idei, ani zakreślić, ani podołać formie: jest to szereg dialogów, bez akcji, pełno frazesów błyskotnych, ale dość zużytych o miłości, uczuciu, sztuce, cierpieniach, zapoznaniu istnienia itd. itd. Aż żal, patrząc jak się autorka bije w tej pracy i nic stworzyć nie może, wydając postaci blade, sceny znajome, dialogi oklepane.

Jan Zachariasiewicz tonem niestroniącym od zgryźliwości podziela zdanie poprzednich recenzentów, dodatkowo jednak odmawia jej talentu, który jest „jak iluminacja z różnobarwnych ciemnego koloru lampionów. Może bawić oko, łudzić zmysły, ale nie daje czystego światła”.
Inaczej Felicjan Faleński – owszem, uznaje „Nowego gladiatora” jako utwór niedojrzały, najsłabszy w dorobku Walerii, jednak nie odmawia mu doniosłości podejmowanej problematyki. Dostrzega nawet pewne pokrewieństwo z Portretem owalnym Edgara Allana Poego. Ostatecznie autor Kwiatów i kolców stwierdza:

Nowy gladyator jest tylko metafizyczną rozprawą o samowładztwie piękna, w warunkach, które się żadną miarą przymierzyć do życia nie dadzą. Oderwane pojęcia noszą nazwiska osób, coś niby działają, chcą, czują, ale łudzić się nie należy, są to tylko pozory życia i każdy z tych działaczy byćby może i mógł, gdyby nie to, że z pewnością nigdy nie był”.